# Alan Patrick
Alan Patrick (født 9. juli 1983 i Manaus i Brasilien), er en brasiliansk MMA-udøver, der konkurrerer i lightweight-divisionen i Ultimate Fighting Championship (UFC). Han har været professionel MMA-kæmper siden 2008 og er blevet et kendt navn i sit hjemland i Brasilien. Han er en tidligere Bitetti Combat Lightweight-mester.  Han er i Danmark bedst kendt for sin sejr over danske Damir Hadžović den 3. februar 2018 på UFC Fight Night 125  som han slog via enstemmig afgørelse. 

## MMA-karriere

### Tidlig karriere
Patrick blev født 9. juli 1983 i Manaus i Brasilien hvor han voksede op. Han begyndte sin professionelle MMA karriere i en alder af 25 år i sit hjemland Brasilien i 2008. Han kæmpede for en række organisationer, herunder Jungle Fight og Bitetti Combat, og opbyggede en ubesejret rekordliste på 10 sejre og ingen nederlag.

### Ultimate Fighting Championship
Efter at have vundet Bitetti Combat Lightweight Championship, fik Patrick  sin UFC-debut mod Garett Whiteley den 10. oktober 2013 på UFC Fight Night: Maia vs. Shields.  Han vandt kampen via TKO via slag. 
Han mødte senere John Makdessi den 1. februar 2014 på UFC 169,  hans første kamp uden for Brasilien.  Han vandt kampen via en kontroversiel enstemmig afgørelse, hvor alle store MMA mediewebsteder scorede kampen enten en uafgjort eller en sejr til Makdessi. 
Patrick skulle have mødt Beneil Dariush den 25. oktober 2014 ved UFC 179.  Patrick trak sig imidlertid ud af kampen efter at have fået en kæbeskade og blev erstattet af Carlos Diego Ferreira . 
Patrick mødte Mairbek Taisumov den 20. juni 2015 på UFC Fight Night 69.  Han tabte kampen via TKO i anden omgang, det første nederlag i hans professionelle MMA-karriere. 
Patrick mødte herefter Stevie Ray den 24. september 2016 på UFC Fight Night 95.  Han vandt kampen via enstemmig afgørelse. 
Patrick mødte danske Damir Hadžović den 3. februar 2018 på UFC Fight Night 125.  Han vandt kampen via enstemmig afgørelse. 
Patrick plejede at træne i Rio de Janeiro indtil dette tidspunkt, men efter kampen mod Hadžović flyttede han til Orlando, Florida for at træne på Fusion X-cell. 
Patrick mødte Scott Holtzman den 6. oktober 2018 ved UFC 229.  Han tabte kampen via knockout i tredje omgang efter at være blevet slået ned af et slag og til sidst slået ud af albuer. 

## Privatliv
Patrick og hans kone har en søn. De flyttede til Orlando, Florida fra deres oprindelige hjemland Brasilien i sommeren 2018. 

## Titler og præstationer

### MMA
- Bitetti Combat
  - Bitetti Combat Lightweight Championship (1 gang)

## MMA-rekordliste
| Professionel rekordliste |          |            |
| 17 kampe                 | 15 sejre | 2 nederlag |
| Ved knockout             | 4        | 2          |
| Ved submission           | 2        | 0          |
| Ved afgørelse            | 9        | 0          |